# Tratado de Londres (1864)
O Tratado de Londres de 1864 foi um pacto assinado em Londres pelo Reino Unido, França, Império Russo, Prússia e Reino da Grécia em 29 de março daquele ano. Juntamente com o tratado anterior com o mesmo nome de 14 de novembro do ano anterior, envolveu a cessão britânica das Ilhas Jônicas à Grécia, que em troca deveria mantê-las indefesas e neutras em conflitos futuros. As potências signatárias tornaram-se garantidoras da neutralidade das ilhas.
A neutralidade das ilhas foi respeitada nos conflitos de 1886 (bloqueio pelas potências costeiras gregas), 1897 (bloqueio grego da costa na guerra com o Império Otomano), 1912-1913 (Guerras dos Balcãs), mas não na Primeira Guerra Mundial (quando foi ocupada pelos Aliados) nem em 1923 (quando foi ocupada pela Itália durante o Incidente de Corfu).